# 飛龍2
飛龍2（ひりゅう2）は、有村産業が運航していたフェリー。

## 概要
1980年に三菱重工業下関造船所にて建造され横浜・大阪 - 沖縄 - 香港・マニラ間や那覇 - 宮古・石垣間の航路に就航。
1995年には中国・津川国際客貨航運にて「天仁2」、2000年には韓国・Dong Chun Ferryにて「Dong Chun」として運航。2006年には「Hae Do ji」に改称。2007年には大宇ロジスティクスコープにて「Sun Rise」として売却の後解体。

## 設計
1974年建造の「飛龍」での経験を活かし更なる高性能・高経済性を追求し旅客設備は付属設備の削減や乗組員区画と臨時客室の兼用化、推進機は低燃費な中速ディーゼル機関や低回転台直径プロペラの採用による推進効率向上等を施した。

## 船内
船橋甲板
- 貴賓室
- 特別室
- 特等サロン
- 臨時旅客室

C甲板
- 特等室
- 一等室（洋室・和室）
- 二等洋室（二段ベッド）
- 二等和室
- ホール・二等和室
- エントランス
- 案内所・売店
- 自動販売機コーナー
- レストラン
- グリル・スナックバー

この他、船尾甲板にダイビングプールも設けられていた。